# 蔡洪
蔡 洪（さい こう、生没年不詳）は、中国三国時代の呉から西晋にかけての政治家。字は叔開。揚州呉郡呉県の人。『三国志』に記述はない。

## 生涯
弁論の才があったという。呉に仕えていたが、呉の滅亡後には西晋に仕え、官は松滋県令に至ったという。著作には『清化経』・『囲棋賦』などがある。

## 世説新語
呉の滅亡後、西晋は天下に人材を求め、蔡洪はそれに応じて洛陽に赴いた。洛陽の人々は、蔡洪に問いていった。「（斉王司馬攸の）幕府は初めて開かれ、群公を召集し、優れた人を僻地から求め、賢俊を巌窟より采ろうとしている。しかし君は呉楚の人であり、滅んだ国の残り物でしかない。何の異才があってその学士の召集へ応じようとしているのか？」蔡洪はいった。「夜光の珠は必ずしも孟津の河から出るわけではなく、盆握の璧は必ずしも崑崙の山から采れるわけではない。大禹は東夷より生まれ、文王は西羌より生まれた。聖者賢者の出るところは何ぞ必ずしも普通の所であろうか？ 昔、武王が紂王を討伐した時、殷の遺民たちを洛陽に遷らせましたが、あなた方は彼らの末裔である可能性もあり得るのではないでしょうか？」
蔡洪が秀才に任じられた後、ある者が蔡洪に質問した。「呉の古くからの著名人はどんな方ですか？」蔡洪は答えた。「呉府君（呉展、字は士季）どのは聖王の時代の老賢者で、平和で明るい時代の俊才の如き人物です。朱永長（朱誕）どのは物の理において最上の徳を持ち、清くすぐれた人を選ぶにおいて高い信望がある人物です。厳仲弼（厳隠）どのは鳴き声が天地に響き渡る鶴や、人けのない寂しい谷間における白馬の如き人物です。顧彦先（顧栄）どのは、八音を奏でる大琴や、五色に輝く龍の紋様のような花も実もある人物です。張威伯（張暢）どのは寒中でも枯れない松や、漆黒の闇における輝く光の如き人物です。陸士龍（陸雲）どのは鴻鵠のような舞い回る大鳥や、大音を出す懸鼓を今にでも打ち鳴らそうとしている槌の如き人物です。これらの人物は、広筆をもって畑を耕す鋤鍬と見なし、紙札をもって豊かに耕した良田と見なします。沈黙をもって種まきや収穫と見なし、義理をもって稲の豊作の年と見なします。談論をもってすぐれた才能や名誉と見なし、真心をもって珍しいお宝と見なします。文章をもって美しい衣服と見なし、五経を積みたくわえて絹のたすきと見なします。謙虚をむしろの敷物として座し、義譲を張って帳幕と見なします。仁義を行いて佇まう室と見なし、道徳を修めて広い邸宅と見なします。」